# Palóczi Edgár
Palóczi Edgár (Budapest, 1887. április 4. – 1944) kultúrtörténész, tanár.
Életében közel 340 publikációt közölt és magánvagyonából megalapította az Óbudai Árpád Múzeumot. A két világháború közötti időben a lengyel–magyar kapcsolatok kiemelkedő alakjaként betöltötte a Magyar–Lengyel Egyesület, majd a Magyar Mickiewicz Társaság főtitkári tisztét. 1944-ben a Gestapo letartóztatta és meggyilkolta. Halálának pontos időpontja és nyughelye nem ismert.

## Élete

### Családja
Nagy műveltségű, régi tanárcsaládból származott. Nagyapja, Pollák Mór rajz- és tanoncoktatással foglalkozott a Délvidéken, egyik híres tanítványa Rudics József báró volt. Apja, Palóczy Lipót szép- és közíró, etnográfus, statisztikus, geográfus és pedagógus volt, akire a kortársai a „Magyar Mezzofanti” nevet ragasztották. Édesanyja éneket tanult, verseket írt, s baráti viszonyt ápolt Selma Lagerlöf svéd írónővel. Anyai ágon rokona volt még Rechnitz Lipót beutheni serfőzőmester, Felső-Szilézia egyik legképzettebb érmésze és éremgyűjtője, valamint Rechnitz Vid, akinek alakját Zsámboky János örökítette meg az Emblematában. Szintén rokona volt Emin pasa (Schnitzer Eduárd), a kalandos életű, de tragikus sorsú orvos. Családjának színes szellemi öröksége – különösen a tanárság, a várostörténeti érdeklődés, a numizmatika és a lengyel ügy szeretete – jelentősen hatott rá.

### Ifjúkora
Gimnáziumi tanulmányait Budapesten az V. ker. Állami Berzsenyi Dániel Főgimnáziumban végezte, ahol többek között Bayer József színháztörténész és Zolnai Gyula nyelvész tanította. Középiskolai éveiben a történelem, a földrajztudomány és a nyelvészet érdekelte. Érettségi után beutazta Közép-Európát (Lengyelország kivételével), majd beiratkozott a Pázmány Péter Tudomány-egyetem bölcsészkarára. Tanárai közül Békefi Remig történetíró és Négyesy László irodalomtörténész, esztéta voltak nagy hatással rá. Miután 1909-ben befejezte bölcsésztanulmányait, egy éven át gyakorló tanárként működött az V. ker. Állami Bolyai János Reáliskolában, ahol Rombauer Emil igazgató vezette be a gyakorlati pedagógiába. Történelem-földrajz szakos tanári diplomáját 1910-ben szerezte meg. Ugyanebben az évben jelent meg első publikációja a Természettudományi Közlönyben, illetve kezdte meg önkéntes szolgálatát a 23. gyalogezredben.
1911-től a korszokás szerint különböző fővárosi iskolákban tanított történelmet (Ponty utcai Felsőkereskedelmi iskola, Mester utcai Felsőkereskedelmi iskola, Kiskorona utcai fiúiskola, Kiscelli utcai polgári fiúiskola, székesfővárosi Felső Mezőgazdasági Iskola).
Az első világháborúban a mozgósítástól egészen 1918. december 20-áig szolgált, előbb alosztály-parancsnoki, majd 1918 júliusától katonai előadó beosztásban. Közben gazdatisztképző tanfolyamot is végzett kitüntetéssel, és megírta Tóth Ferenc történetét. Könyvtári kutatását Khuen-Héderváry Károly és Apponyi Sándor támogatta, majd megjelenése után I. Ferdinánd bolgár cártól, Ferenc Szalvátor főhercegtől és Horthy Miklós kormányzótól kapott elismerést.

### A két világháború között
A húszas években kiváltképp érmészettel foglalkozott. Részt vett a Magyar Numizmatikai Társaság munkájában és írásai jelentek meg a Numizmatikai Közlönyben. Az évtized közepén kezdte foglalkoztatni Árpád sírjának kérdése. 1927-ben megalapította az első budapesti kerülettörténeti gyűjteményt Árpád Múzeum néven. A múzeumnak különösen az éremtára és a római kerámia anyaga volt jelentős. Bár a gyűjtemény a második világháborúban elpusztult, de az Óbudai Múzeum bizonyos értelemben az elődjének tekinti az intézményt.
1927 nyarán egy vendéglőavatáson ismerkedett meg Nyáry Alberttel és Miklóssi Ferdinánd Leóval. Hívásukra csatlakozott a Magyar–Lengyel Egyesülethez, ahol sokrétű tevékenységet fejtett ki. 1927 és 1929 között a szervezet főtitkára volt. A lengyel üggyel kapcsolatos munkájában szintén családi hagyományt követett. Apja nagy lengyelbarát volt, első művét Lengyelország etnográfiájáról írta 1871-ben. Anyja családja ugyancsak ápolt lengyel kapcsolatokat. Nagyapja taníttatta Piegsa Gregor (Grzegorz Piegsa) pátert, a passzionista szerzetesrend tagját, ami miatt Apponyi Albert a barátjává fogadta. Bár szinte haláláig az egyik legaktívabb tag volt a lengyel szervezetekben, azonban egy 1939-es, a világháború kitörésekor keletkezett feljegyzése szerint nem járt Lengyelországban.
1929-ben megírta az 1848–1849-es szabadságharcban részt vett, és Pesten Batthyány Lajos után nem sokkal kivégzett, mindössze 24 évet élt Mieczysław Woroniecki herceg életrajzát. Ez a mű indította el a Magyar–Lengyel Könyvtár című könyvsorozatot.
Portréját 1935-ben Gombos Székely Lilly festette meg. A festmény egy elegáns, finom, mosolygó úriembert ábrázol, és a 25 éves irodalmi munkásságát bemutató kötetben jelent meg. Ugyanebben az évben a Magyar–Lengyel Egyesület által létrehozott Magyar Mickiewicz Társaság főtitkárává választották. A Társaság a politikától eltávolodva kulturális, művészeti és turisztikai célokat követett.

### Üldöztetése
1940-ben önként lemondott a Mickiewicz Társaság vezető tisztségéről, de a Társaság más tagjaihoz hasonlóan részt vett a Magyarországra menekült lengyelek ellátásában és megsegítésében. 1944-ben Bajcsy-Zsilinszky Endre, Bevilaqua-Borsodi Béla, Kertész János, Miklóssi Ferdinánd Leó és több más tag sorsában osztozva letartóztatták, majd mártíromságot szenvedett, a Gestapo ölte meg.

## Munkássága
Az 1935-ben Kemény János által összeállított bibliográfiája 340 címet tartalmaz. Ez a könyv tartalmazza röviden életútját is. Magyarul, franciául, németül publikált.
Kiváló szervezőként számos szervezetnek volt a tagja vagy a vezetője, többek között a Gárdonyi Irodalmi Társaságnak és a Társadalmi Egyesületek Szövetségének.
Polihisztorként irodalmi tevékenysége jó néhány területre kiterjedt. Számos repüléstörténeti, a régi városi és hadiéletet tárgyaló munkát írt, s régészeti felfedezéseket is tett. Érdeklődési körébe tartozott Napóleon élete, az éremtan, továbbá a magyar–lengyel, magyar–német, magyar–francia stb. kapcsolatok. Gyakran tartott felolvasóesteket és rádióelőadásokat. 1929-től szerkesztője volt a Magyar–Lengyel Könyvtár könyvsorozatnak, amelynek néhány darabját maga írta. Huszonöt éves írói jubileuma alkalmából Lukács György volt vallás és közoktatási miniszter köszöntötte a Mickiewicz Társaság ülésén.

## Társasági tagságok
- Magyar Külügyi Társaság (rendes tag)
- Országos Gárdonyi Géza Irodalmi Társaság (rendes tag)
- Gyóni Társaság (rendes tag)
- Társadalmi Egyesületek Szövetsége (TESZ) (igazgató-választmány tagja)
- Magyar–Lengyel Szövetség
- Magyar–Lengyel Egyesület (1927–1929 között főtitkár)
- Magyar Mickiewicz Társaság (választott tag, 1935–1940 között főtitkár)

## Díjak
- Gárdonyi Géza irodalmi díj (1931)

## Főbb művei
- Báró Tóth Ferenc, a Dardanellák megeresítője 1733–1793. Bp., 1916.
- Woroniecki-Korybut Miecislaw herceg. Bp., 1929.
- Lengyel királyok Magyarországon. Bp., 1935.
- A 325 éves ejtőernyő és magyar feltalálója. Verancsics Faustus. Bp., 1941.
- Keresztneveink zseblexikona (szerk.)

## Külső kapcsolatok
- Az Óbudai Múzeum weblapja
- Nizalowski Attila: Miklóssi Leó Ferdinánd és társai emlékezete. mandiner.hu